# Gustave Caillebotte
Gustave Caillebotte (Paris, 19 de agosto de 1848 - Gennevilliers, 21 de fevereiro de 1894) foi um pintor francês, membro e patrono de um grupo de artistas conhecido como impressionistas, colecionador de selos e engenheiro de iates.

## Biografia
Gustave Caillebotte nasceu em 19 de agosto de 1848, filho de uma família parisiense de classe alta. Seu pai, Martial Caillebotte (1799-1874), era herdeiro da indústria têxtil de propriedade da família. Além disso, era também juiz no Tribunal de Comércio de Seine. Martial Caillebotte ficou viúvo duas vezes antes de casar-se com a mãe do pintor, Céleste Daufresne (1819-1878), que teve mais dois filhos após Gustave: René (1851-1876) e Martial (1853-1910).
Caillebotte nasceu na casa de sua família, na rue du Faubourg-Saint-Denis em Paris, e viveu naquela rua até 1866 quando seu pai construiu uma casa na rue de Miromesnil, também em Paris. Os Caillebottes começaram a passar muitos de seus verões em Yerres, uma cidade nas margens do rio Yerres, a aproximadamente 19 km ao sul de Paris, em 1860, quando Martial Caillebotte comprou uma extensa propriedade naquele lugar. Foi provavelmente por volta de 1866 quando Caillebotte começou a desenhar e pintar. Muitas das pinturas de Caillebotte exibem os membros de sua família na vida doméstica; Young Man at His Window, 1875, mostra René na casa da rue de Miromesnil, The Orange Trees, 1878, exibe Martial Jr. e sua prima Zoë no jardim da propriedade da família em Yerres, e Portraits in the Country, 1875, mostra a mãe de Caillebotte junto com sua tia, primos, e um amigo da família.
Caillebotte formou-se em advocacia em 1868 e uma obteve licença para praticar direito em 1870. Pouco tempo depois, ele foi convocado para lutar na Guerra Franco-Prussiana, e serviu à Guarde Nationale Mobile de la Seine. Após a guerra, Caillebotte começou a visitar o estúdio do pintor Léon Bonnat, onde ele iniciou seus estudos de arte. Em 1873, Caillebotte entrou na École des Beaux-Arts, mas aparentemente não a frequentou por muito tempo. Por volta dessa época, Caillebotte encontrou e se tornou amigo de vários artistas que não eram da academia francesa, incluindo Edgar Degas e Giuseppe De Nittis, e compareceu (mas não participou da) primeira exibição Impressionista de 1874.
A abastada pensão que Caillebotte recebia, somada à herança que ele recebeu após a morte de seu pai em 1874 e de sua mãe em 1878 permitiram a ele pintar sem a pressão de vender seus trabalhos. Isso também permitiu a ele ajudar a financiar exibições impressionistas e a dar suporte a companheiros artistas e amigos (incluindo Claude Monet, Auguste Renoir, e Camille Pissarro, dentre outros), ao comprar seus trabalhos e, pelo menos no caso de Monet, pagar o aluguel de seus estúdios. Além disso, Caillebotte usou sua fortuna para financiar vários hobbies pelos quais ele era apaixonado, incluindo colecionar selos (sua coleção encontra-se atualmente no Museu Britânico, cultivo de orquídeas, construção de iates, e até mesmo design de modelos (as mulheres nas pinturas Madame Boissière Knitting, 1877, e Portrait of Madame Caillebotte, 1877, poderiam estar trabalhando em modelos criados por Caillebotte).

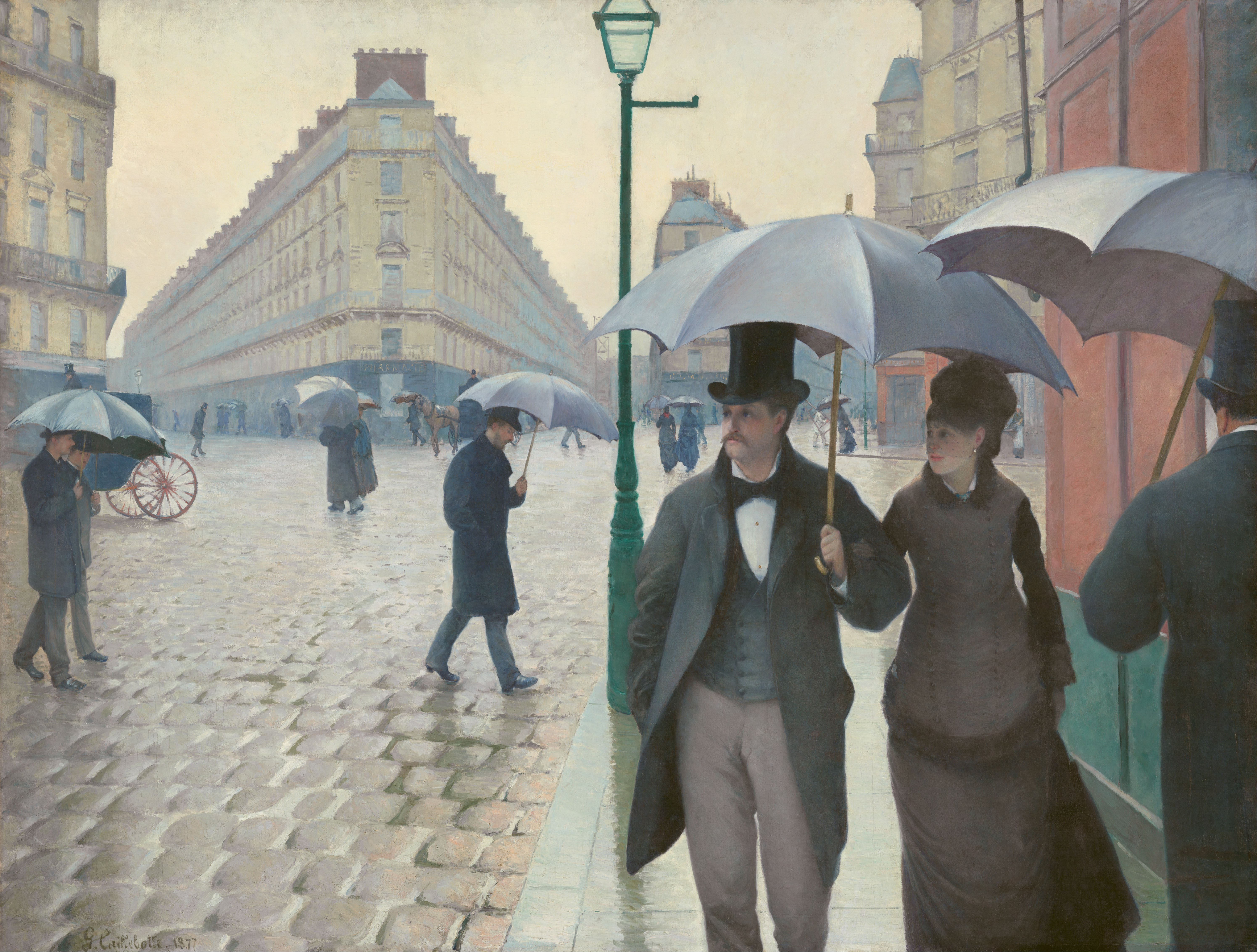
Gustave Caillebotte. Rua Parisiense, Dia Chuvoso. 1877. Instituto de Arte de Chicago.

O estilo de Caillebotte pertence à escola do Realismo. Como fizeram seus predecessores Jean-Francois Millet e Gustave Courbet, assim como seu contemporâneo Degas, Caillebotte tinha como objetivo pintar a realidade como ela existia e como ele a via, tentando reduzir ao máximo a teatricidade inerente à pintura. Ele também compartilhava do comprometimento com a verossimilhança ótica dos Impressionistas. Caillebotte pintou muitas cenas domésticas, familiares, interiores, e figuras na paisagem de Yerres, mas ele é mais conhecido por suas pinturas da cidade de Paris, como The Floor Scrapers, 1875, Le pont de l'Europe, 1876, e Paris Street, Rainy Day, 1877. Estas pinturas são um tanto controversas por mostrarem cenas banais e mundanas, e por sua perspectiva profunda. O piso inclinado comum a essas pinturas é bastante característico dos trabalhos de Caillebotte, o que pode ter sido fortemente influenciado por telas japonesas e a nova tecnologia da fotografia. Técnicas como cropping e zoom são facilmente encontradas nas obras de Caillebotte, o que pode ter sido o resultado de seu interesse por fotografia. Um considerável número dos trabalhos de Caillebotte também emprega um ponto de vista muito alto, incluindo muitos de suas pinturas de varandas, como Vue des toits, effet de neige, 1878, e Boulevard vu d'en haut, 1880.
A carreira de pintor de Caillebotte diminuiu seu ritmo drasticamente na década de 1880, quando ele parou de produzir telas de tamanho grande e de exibir seus trabalhos. Ele adquiriu uma propriedade em Petit Gennevilliers, na margem do canal perto de Argenteuil, em 1881, e se mudou para lá permanentemente em 1888. Ele devotou seu tempo à jardinagem e a construir iates de corrida, e passou muito tempo junto a seu irmão Martial, e seu amigo Renoir, que frequentemente visitava Petit Gennevilliers. Muitas fontes afirmam que antes de sua morte, ele teve um caso com uma mulher muito mais jovem, Emilie Schlauch, mas isso não pode ser confirmado ou negado com base nas evidências históricas existentes. Caillebotte morreu enquanto trabalhava em seu jardim em Petit Gennevilliers em 1894 de congestão pulmonária, e foi enterrado no Cemitério de Père Lachaise em Paris.
Por muitos anos, a reputação de Caillebotte como um pintor foi superada pela sua reputação como financiador das artes. Setenta anos após sua morte, no entanto, historiadores de arte começam a reavaliar suas contribuições artísticas.

## A Coleção de Caillebotte
Em seu testamento, Caillebotte doou uma grande coleção ao governo francês. Esta coleção incluía sessenta e oito pinturas de vários artistas: Camille Pissarro (dezenove), Claude Monet (quatorze), Pierre-Auguste Renoir (dez), Alfred Sisley (nove), Edgar Degas (sete), Paul Cézanne (cinco), e Édouard Manet (quatro).
Na época da morte de Caillebotte, os impressionistas ainda estavam gravemente condenados pelo comércio da arte na França, o qual era dominado pela arte acadêmica, especificamente pela Académie des beaux-arts. Por conta disso, Caillebotte percebeu que eventualmente os tesouros culturais de sua coleção desapareceriam em pequenas galerias e museus provinciais. Levando isso em conta, ele estipulou que eles deveriam ser expostos no Palácio de Luxemburgo (que só expõe trabalhos de artistas vivos), e então no Louvre.
Infelizmente, o governo francês não concordou com estes termos. Em fevereiro de 1896, eles finalmente negociaram os termos com Renoir, que era o procurador do testamento, sob o qual eles levaram trinta e oito das pinturas para o Luxemburgo. As 29 pinturas restantes (uma ficou com Renoir em pagamento por seus serviços como procurador) foram oferecidas para o governo francês em mais outras duas oportunidades, em 1904 e em 1908, e em ambas vezes foram recusadas. Quando o governo finalmente tentou reclamá-las em 1928, o pedido foi negado pela viúva do filho de Caillebotte. A maior parte dos seus trabalhos restantes foi comprada por Albert C. Barnes, e agora são exibidos pela Barnes Foundation of Philadelphia.
Quarenta dos trabalhos de Caillebotte estão sendo atualmente exibidos pelo Musée d'Orsay. O seu L'Homme au balcon, boulevard Haussmann, pintado em 1880, foi vendido por $14,3 milhões em 2000.

## Galeria

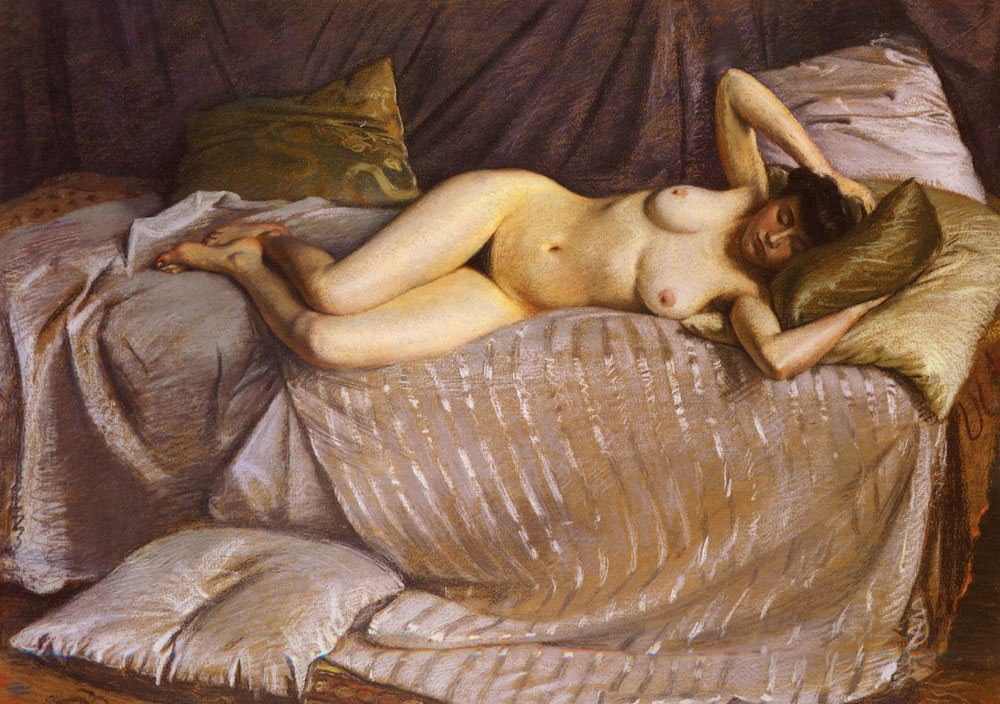
Femme nue étendue sur un divan, pastel (1873)
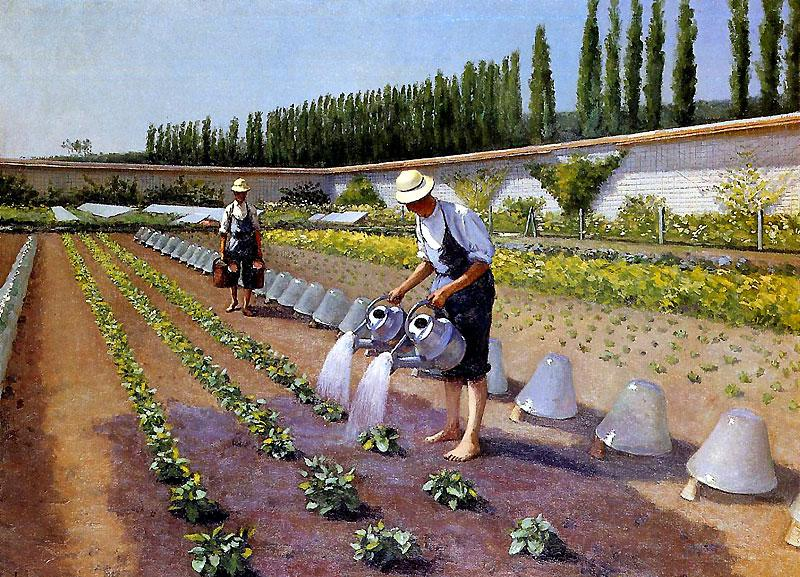
Les jardiniers, óleo sobre tela (1875)
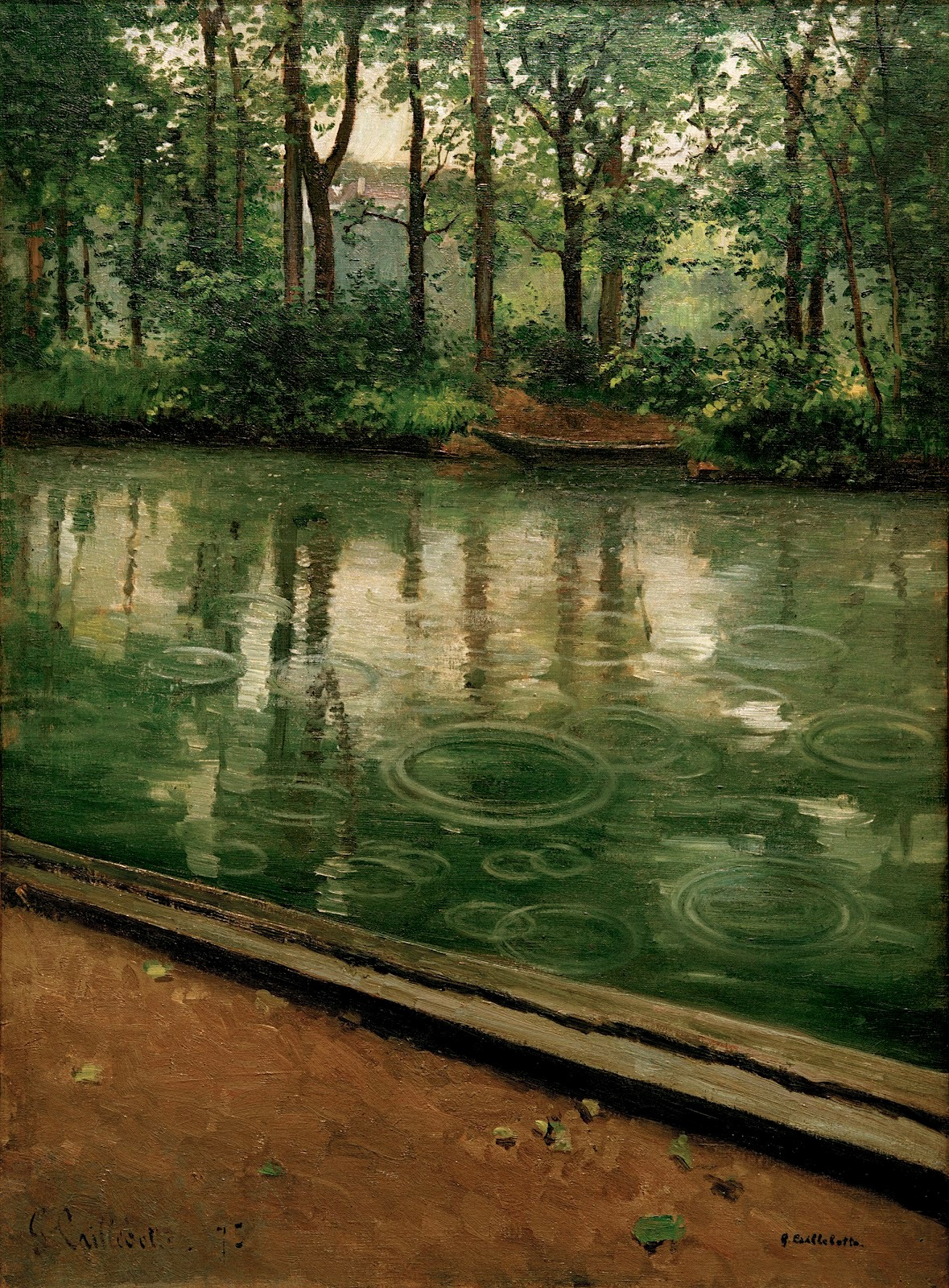
L'Yerres, pluie, óleo sobre tela (1875)
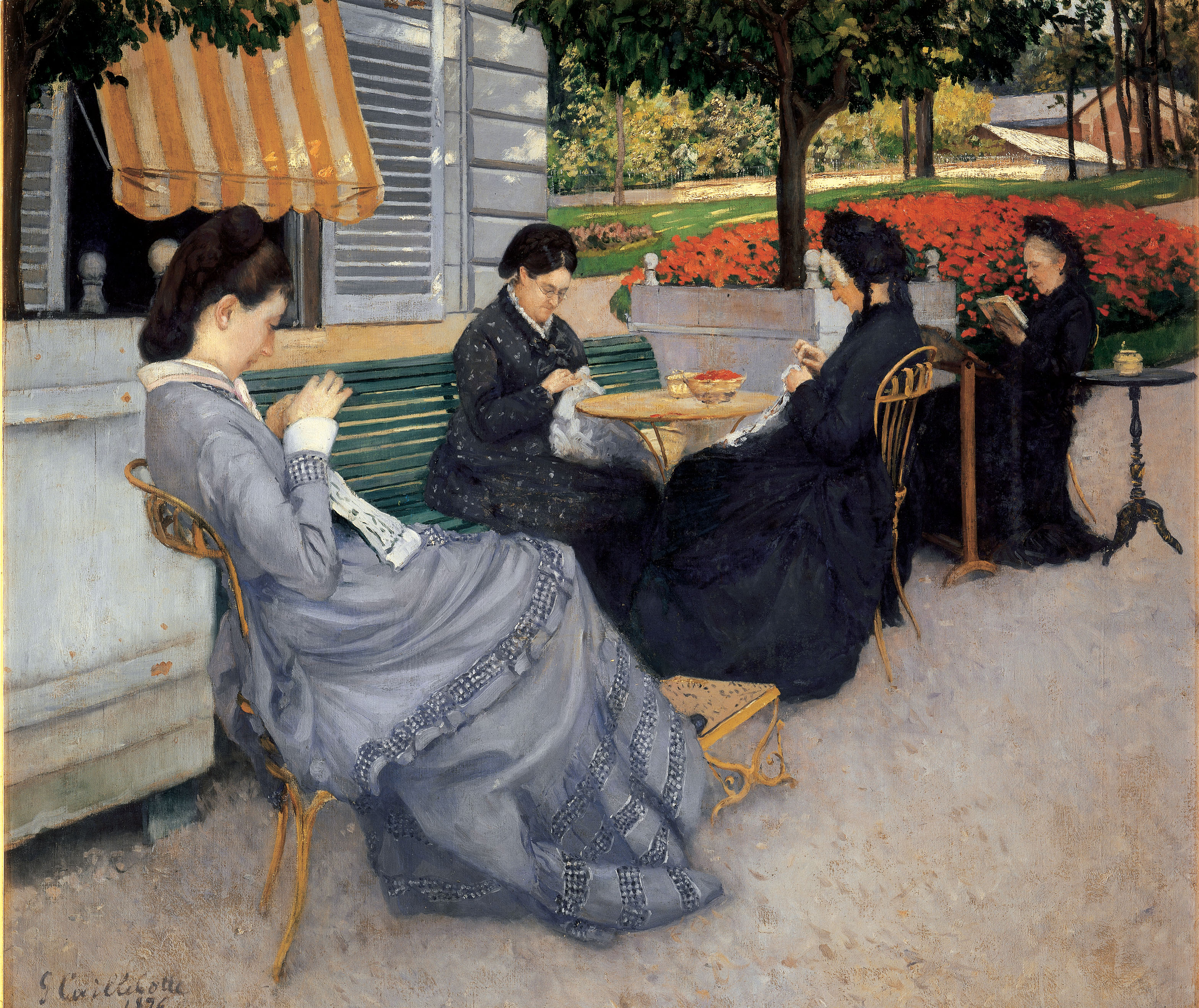
Portraits à la campagne, óleo sobre tela (1876)
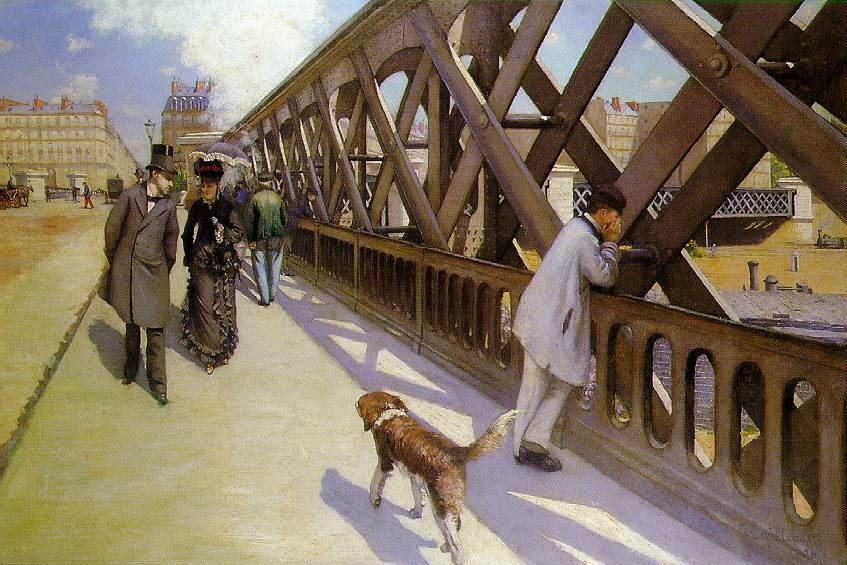
Le Pont de l'Europe, óleo sobre tela (1876)
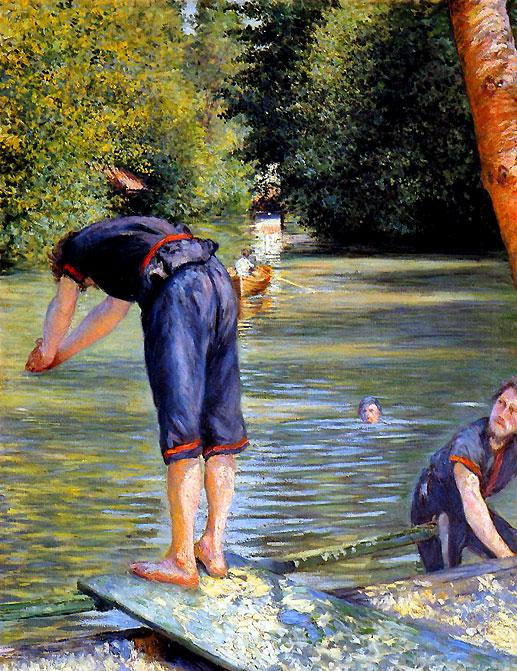
Baigneurs, óleo sobre tela (1878) Private collection
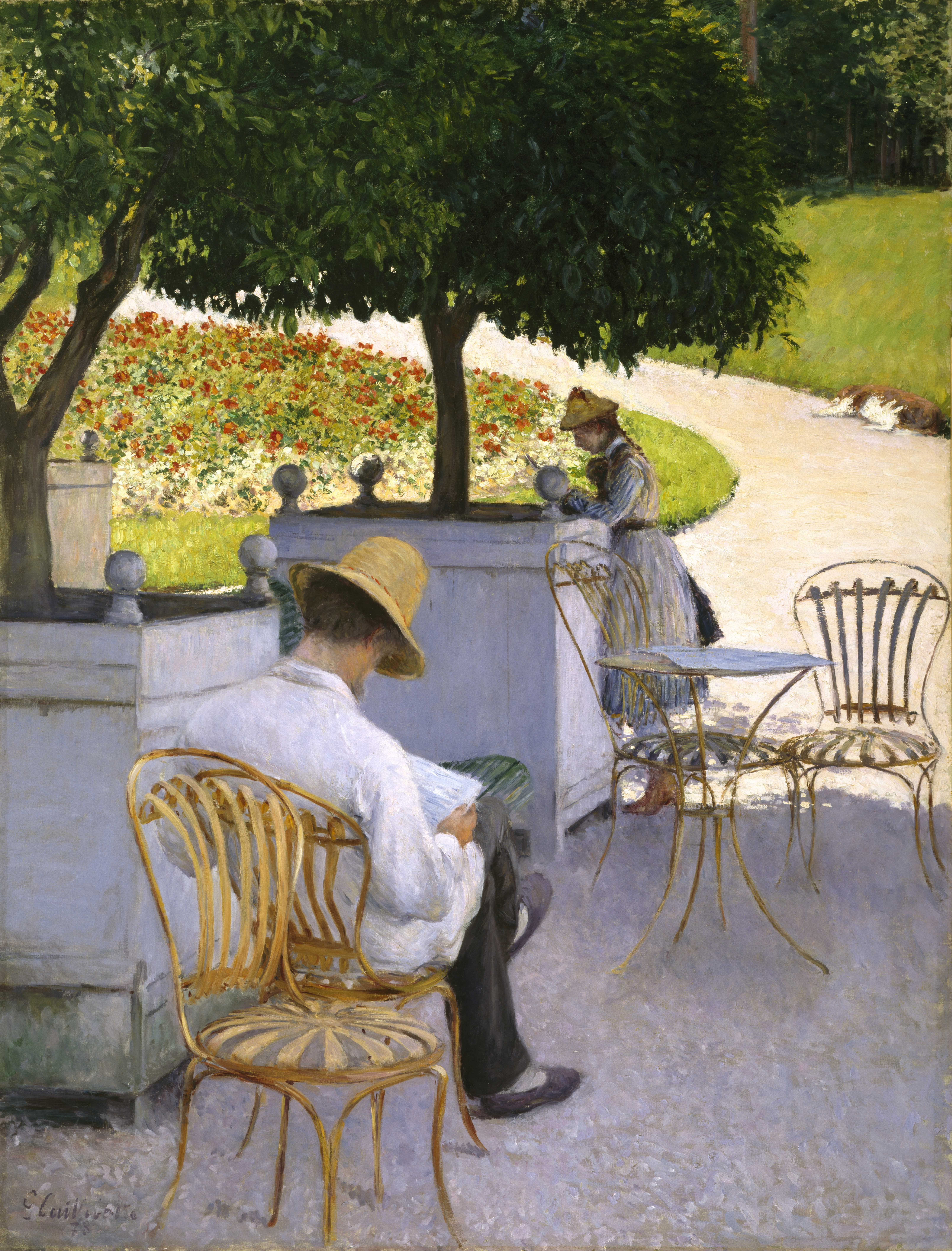
Les orangers, óleo sobre tela (1878)
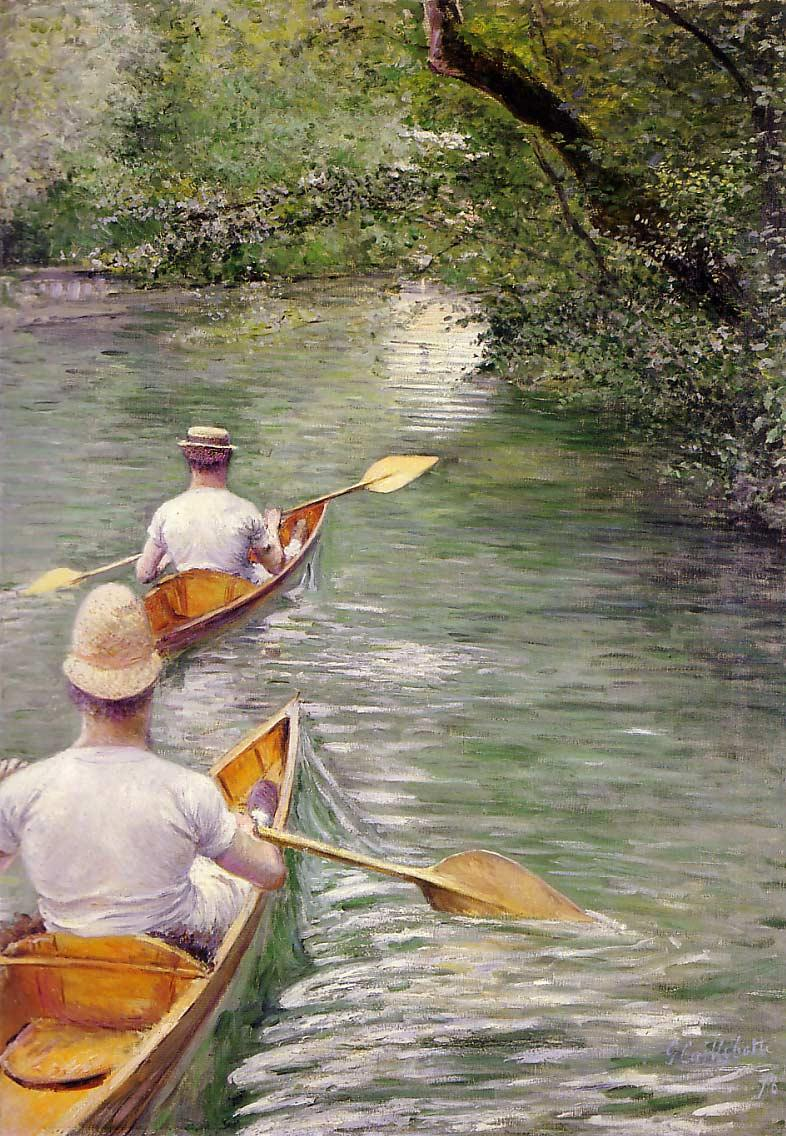
Les Périssoires, óleo sobre tela (1878)
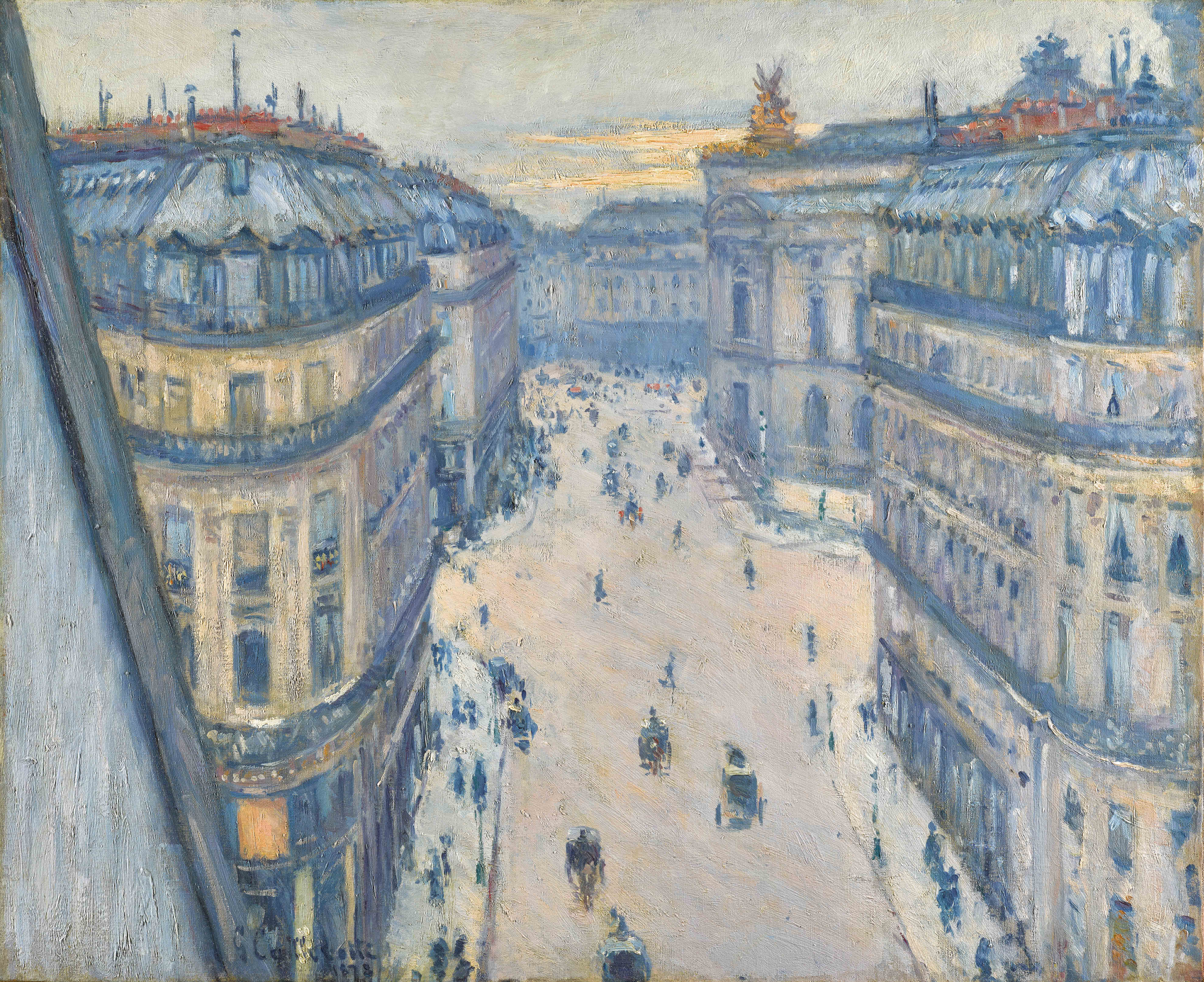
Rue Halévy, From the 6th Floor, óleo sobre tela (1878)
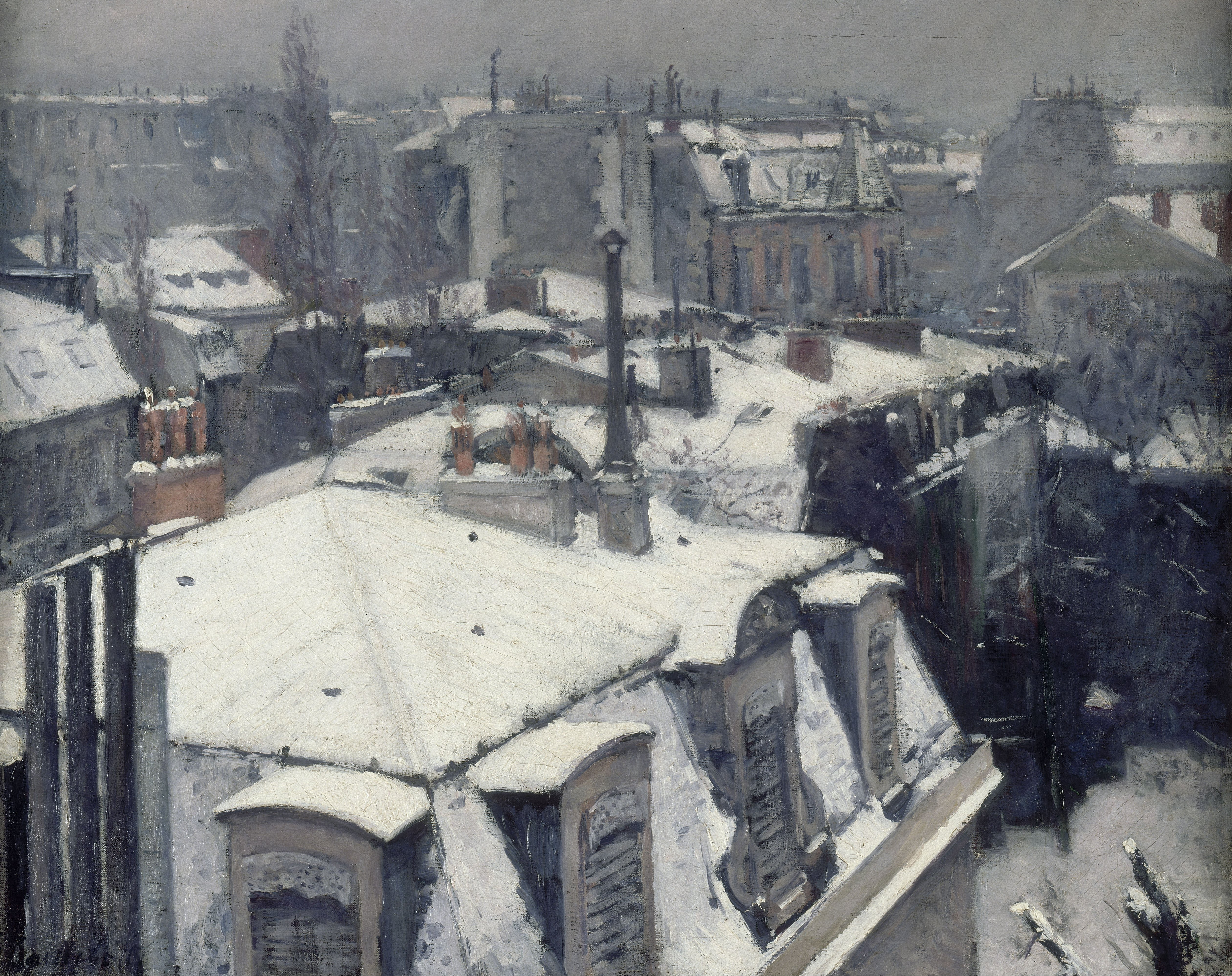
Vue de toits (Effet de neige), óleo sobre tela (1878)
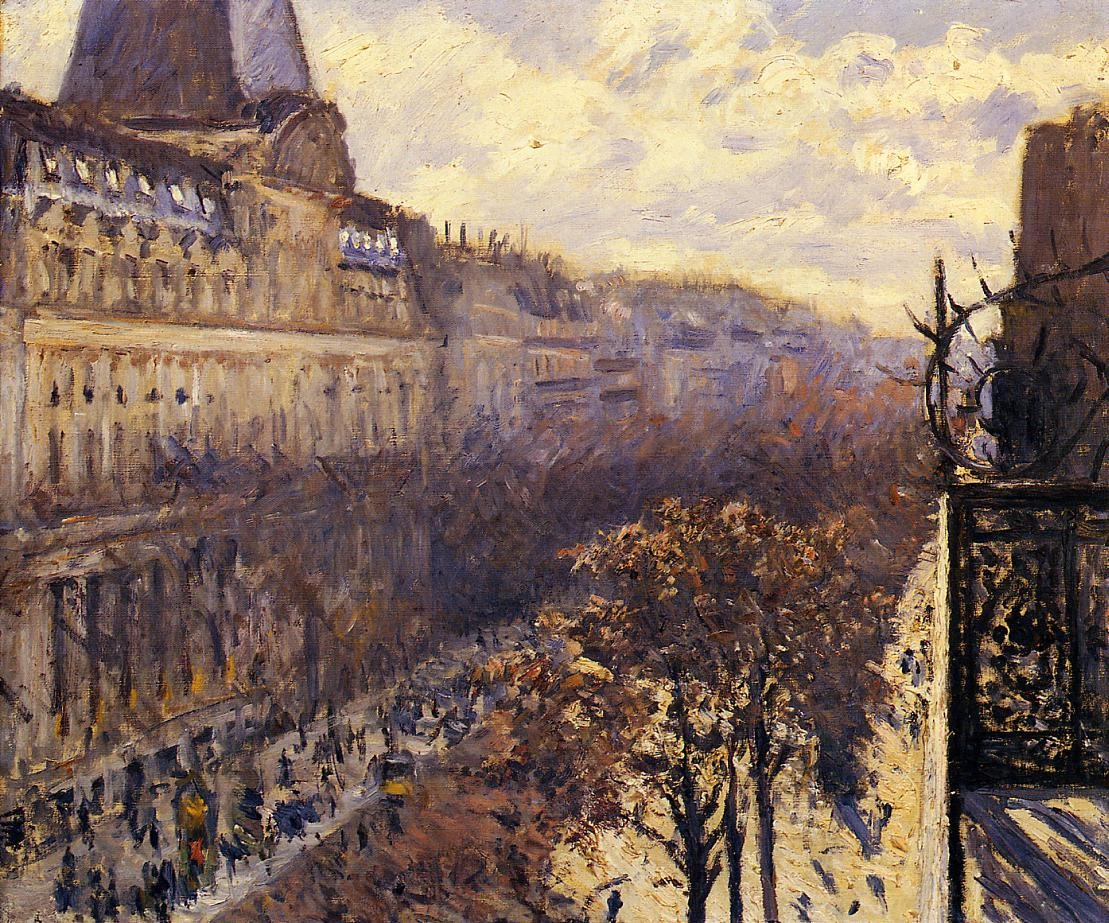
Boulevard des Italiens, óleo sobre tela (1880)
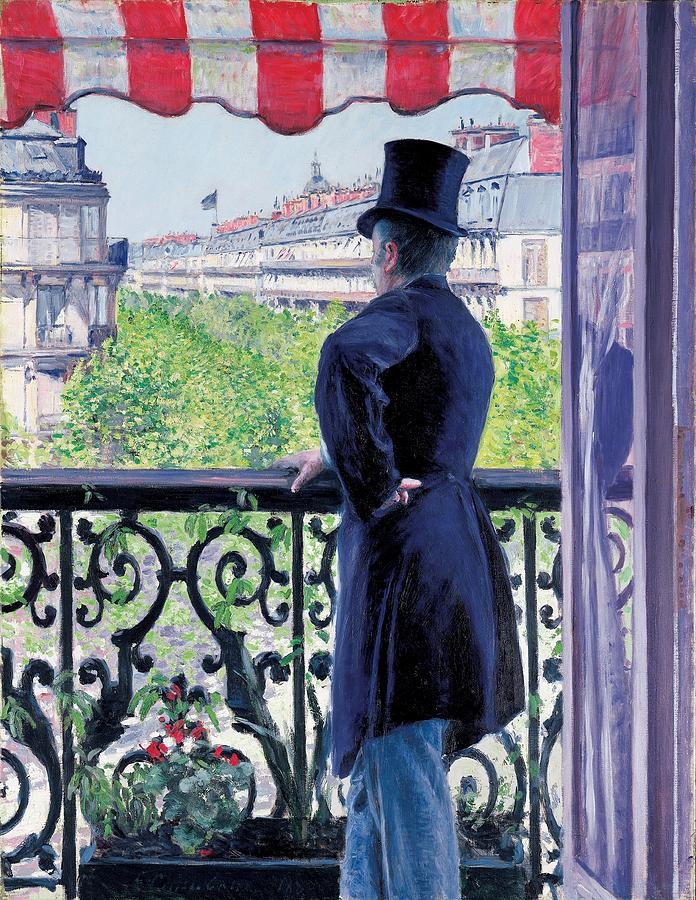
L'homme au balcon, Boulevard Haussmann, óleo sobre tela (1880)
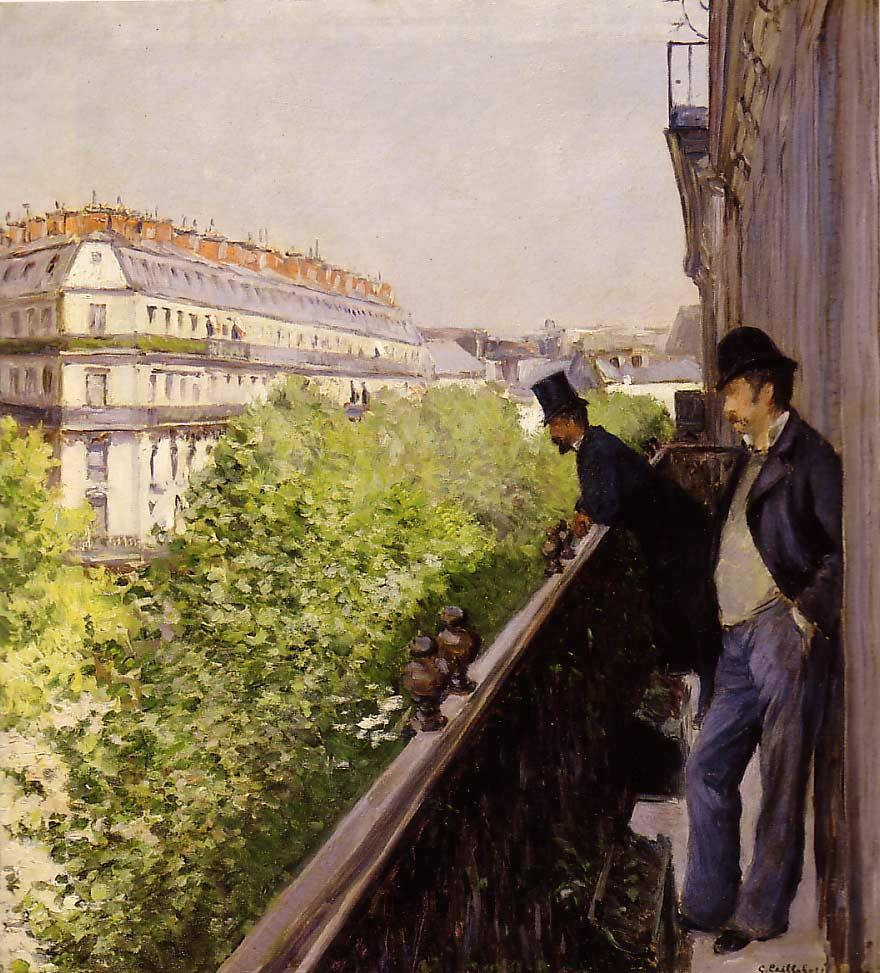
Un balcon, óleo sobre tela (1880)
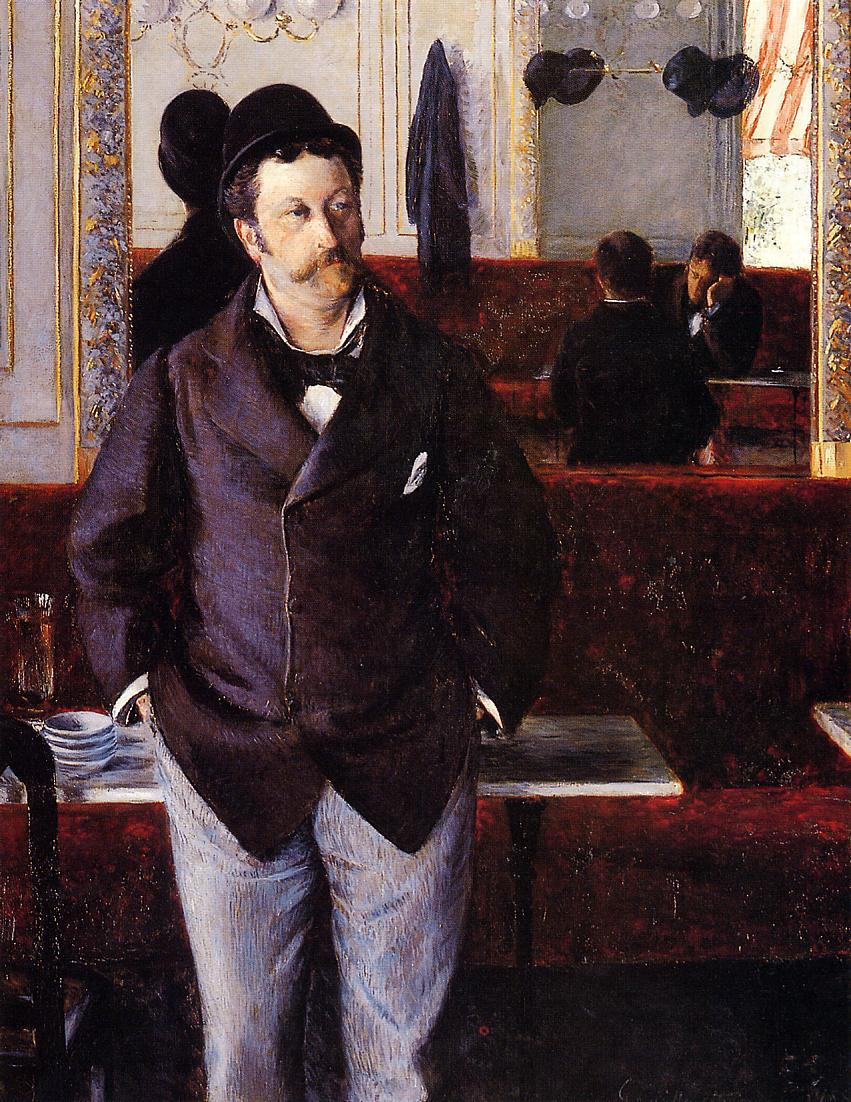
Dans un café, óleo sobre tela (1880)
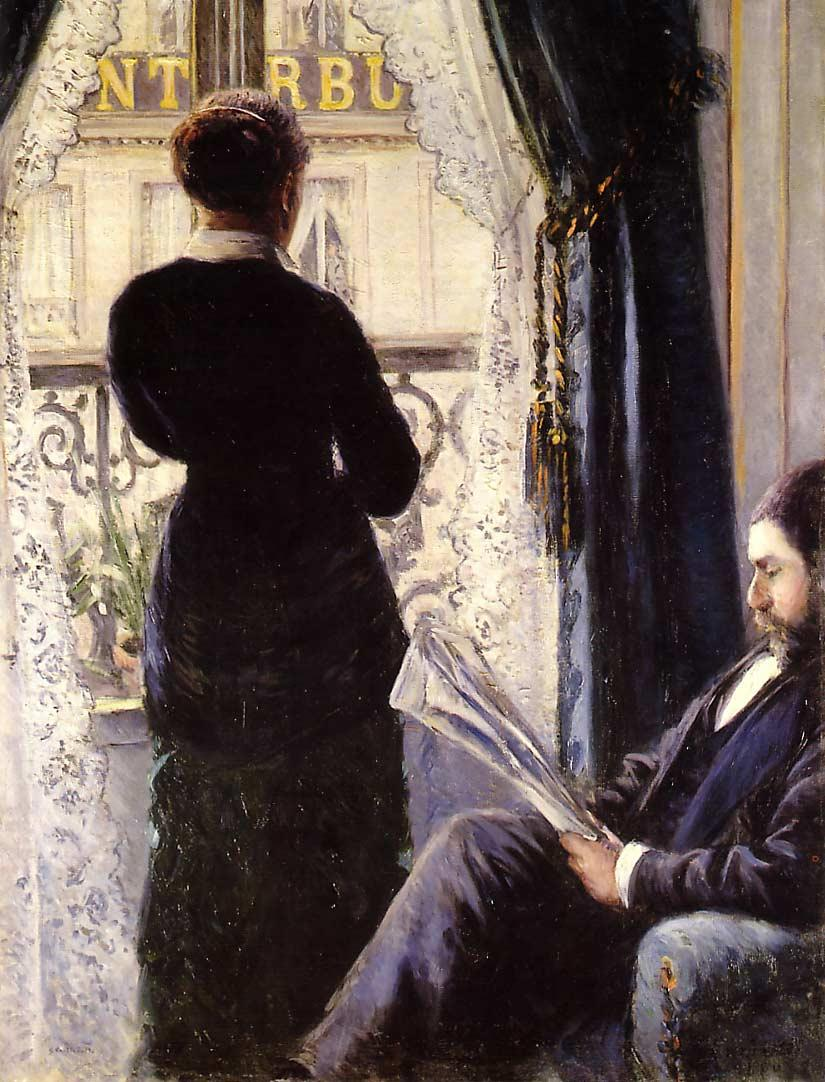
Intérieur, óleo sobre tela (1880)